# Систематическая ошибка отбора
Систематическая ошибка отбора — статистическое понятие, показывающее, что выводы, сделанные применительно к какой-либо группе, могут оказаться неточными вследствие неправильного отбора в эту группу.

## Ошибки отбора результатов
Могут включать предварительный или последующий отбор с превалированием или исключением некоторых видов. Это может быть, конечно, разновидностью научного мошенничества, манипуляцией данными, но гораздо чаще является добросовестным заблуждением, например, вследствие использования неподходящего инструмента.
Например, в эпоху использования плёнки для фотографирования неба независимый наблюдатель определённо пришёл бы к выводу, что количество голубых галактик явно больше, чем количество красных. Не потому, что голубые галактики более распространены, но лишь вследствие того, что большинство плёнок более чувствительны к голубой части спектра. Тот же независимый наблюдатель сделал бы прямо противоположный вывод сейчас, в эпоху цифровой фотографии, потому что матрицы цифровых фотоаппаратов более чувствительны к красной части спектра.

## Типы систематических ошибок
Существует большое количество возможных систематических ошибок, основные типы:

### Пространство
- Выбор первой и последней точки в серии. К примеру, для того, чтобы максимизировать заявленный тренд, можно начать серию с года с необычно низкими показателями и закончить годом с самыми высокими показателями.
- «Своевременное» окончание, то есть тогда, когда результаты укладываются в желаемую теорию.
- Отделение части данных на основе знаний обо всей выборке и затем применение математического аппарата к этой части как к слепой (случайной) выборке. См. Районированная выборка, en:cluster sampling, Ошибка меткого стрелка.
- Изучение процесса на интервале (во времени или пространстве) длиной заведомо меньшей, чем требуется для полного представления о явлении.

### Данные
- Вычёркивание неких «плохих» данных в соответствии с правилами, хотя бы эти правила и шли вразрез с предварительно объявленными правилами для этой выборки.

### Участники
- Предварительный отбор участников, или, к примеру, размещение объявления о наборе добровольцев для участия в испытаниях среди определённой группы людей. К примеру, для доказательства, что курение никак не вредит результатам фитнеса, можно разместить объявление для набора добровольцев в местном фитнесцентре, но курящих набирать в мастерклассе, а некурящих — среди начинающих или в секции желающих сбросить вес. Другой пример: «интернет-опрос населения показал, что 100 % населения пользуются Интернетом».
- Выбрасывание из выборки участников, не дошедших до конца теста. В программе похудения подробные графики сброса веса могут рассматриваться как доказательство правильности методики, но в эти графики не включены не дошедшие до конца участники, посчитавшие, что на них данная методика не работает.
- Систематическая ошибка самоотбора. То есть группа людей для изучения формируется частично по собственной воле, так как не все опрошенные пожелают участвовать в тесте.

## Устранение систематической ошибки
В общем случае невозможно выделить систематическую ошибку выборки только на основе статистических методов, хотя, как показано в работе нобелевского лауреата Джеймса Хекмана (англ. James Heckman), в некоторых специальных случаях существуют работающие стратегии.
Известной является фраза «рассказы об уме и доброте дельфинов основаны на рассказах уставших пловцов, которых они толкали к берегу, но мы лишены возможности услышать рассказ тех, кого они толкали в другую сторону».